# Orchestre philharmonique d'Orlando

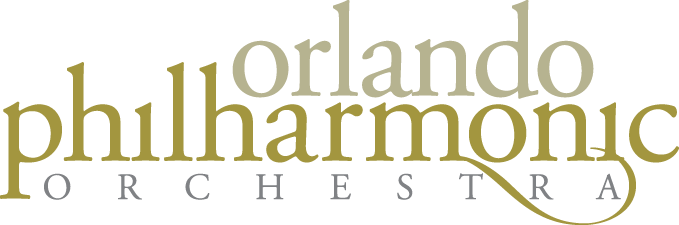
Logo de l'orchestre

L'Orchestre philharmonique d'Orlando est l'orchestre professionnel de Floride centrale ; il réalise plus de 125 représentations chaque saison. Fondé en 1993, l'orchestre a pour mission de favoriser et de promouvoir la musique symphonique grâce à l'excellence de sa performance, de l'éducation et de son leadership culturel. L'orchestre est parvenu à équilibrer son budget chaque année depuis sa création. À plus de 4 millions de dollars, il représente la plus grande dotation de toute institution artistique en Floride centrale. Il fête son 23e anniversaire pendant la saison 2015-2016, dirigé par Eric Jacobsen qui réalise alors sa première saison en tant que directeur musical.